# Небоскрёб-индекс
Небоскрёб-индекс, также Индекс небоскрёбов, (англ. Skyscraper Index) — теория, выдвинутая сотрудником гонконгского подразделения международного инвестиционного банка Dresdner Kleinwort Benson Эндрю Лоуренсом в 1999 году. В своей работе «The Skyscraper Index: Faulty Towers» Лоуренс указал на то, что годы строительства высочайших на данный момент зданий в мире предшествуют годам различных экономических кризисов. К схожим выводам пришёл исследователь Гюнтер Лёфлер в 2010 году. Исследователи Виктор Нидерхоффер и Уильям Дж. Митчелл пришли к выводу, что инвестиции в дерзкие архитектурные проекты для офиса головных компаний губительны скорее для инвестора и владельца здания.

## Концепция
Концепция Небоскрёб-индекса основывается на том, что возведение самых высоких зданий мира всегда предшествовало крупным экономическим катаклизмам и кризисам. Экономические циклы коррелируют со строительством небоскрёбов таким образом, что наибольшие инвестиции в высотное строительство происходят на пике конъюнктурного цикла или непосредственно перед достижением высшей точки экономического цикла.
Хотя Небоскрёбы и высотные здания всегда рассматриваются как признак экономического бума, Лоуренс показал и обратную сторону медали — небоскрёбы также показатели грядущего экономического спада.

## Возникновение
Лоуренс начал развивать свою концепцию скорее в качестве шутки, так как он тогда занимался темой комедийных шоу. Он сравнил данные по инвестициям в крупные и рекордные проекты на основании данных США и обнаружил интересную закономерность. Первое интересное открытие касалось Банковской паники 1907 года — непосредственно ей предшествовало начало двух крупных строительных проекта в Нью-Йорке, а именно Singer Building и Met Life Tower, которые были завершены в 1908 и 1909 годах соответственно.

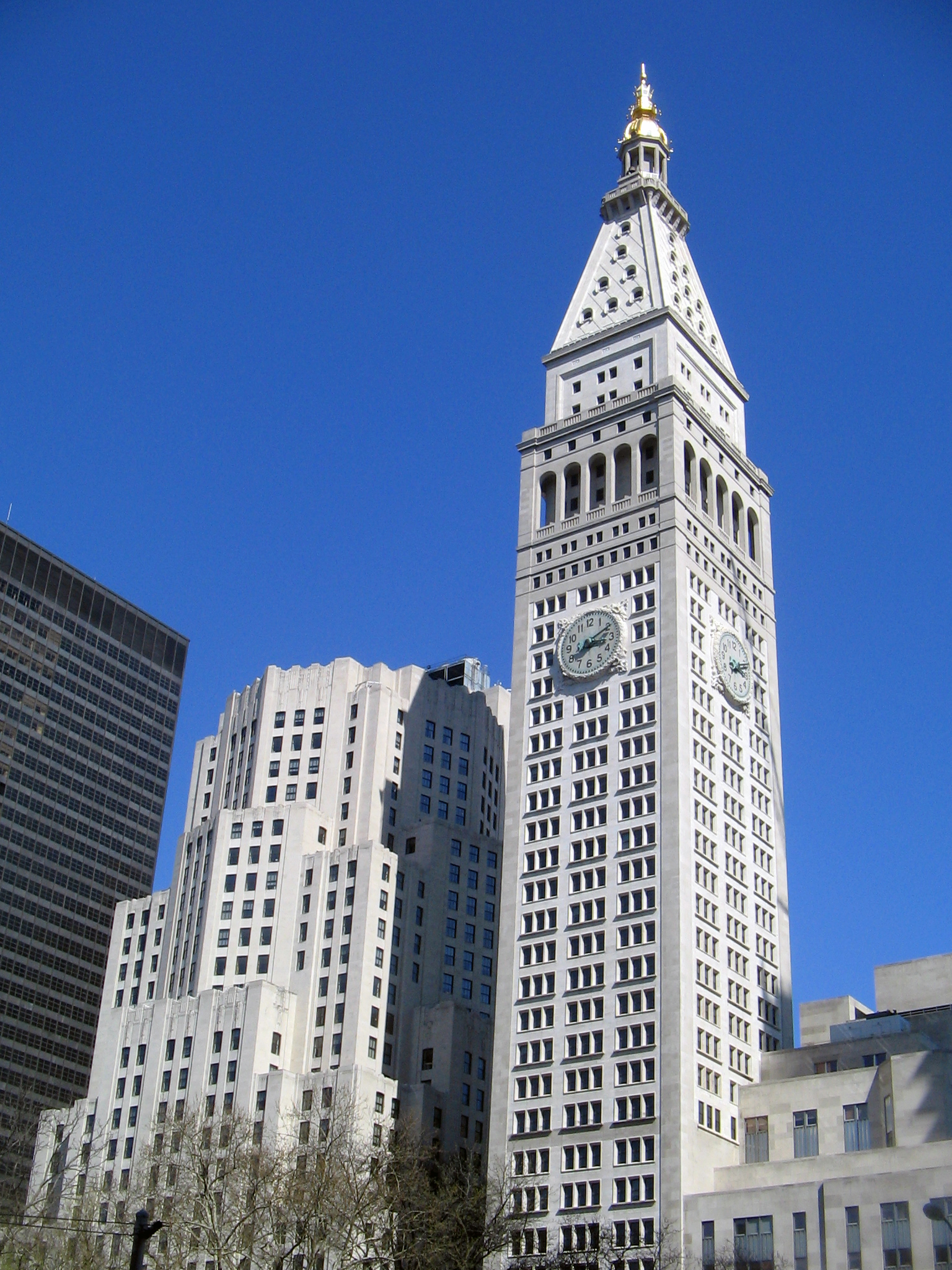
Здание Met Life Tower

Вопреки следующему крупному кризису Чёрному четвергу 1929 года осуществлялись следующие рекордные проекты: Уолл-стрит, 40, Крайслер-билдинг, Эмпайр-стейт-билдинг.
Во время Нефтяного кризиса 1973 года и последующего биржевого кризиса были возведены Уиллис-тауэр и Всемирный торговый центр. В дальнейшем, как упоминает Лоуренс Башни Петронас соответствовали Азиатскому финансовому кризису 1997 года.

## Примеры
Продолжатель исследования Лоуренса, гонконгское отделение Barclays Capital, ежегодно публикует работу, посвящённую Skyscraper Index, и отмечает, что замеченная им закономерность оправдалась ещё дважды. Тайваньский Тайбэй 101, державший звание самого высокого небоскрёба с 2004 года, был заложен 13 января 1999 года — перед началом взрыва пузыря доткомов, и строился как раз на фоне краха интернет- и компьютерных компаний.
Дальнейшим подтверждением закона стало здание Бурдж-Халифа, чьё строительство совпало с Мировым финансовым кризисом 2008 года.
Ещё предстоящие кризисы можно связать со строящейся в Китае Шанхайской башней и строящейся в Индии Башней Индия.

## Таблица
Таблица Нидерхоффа — Митчела
Для своего теста мы использовали список 100 самых высоких небоскребов в мире, опубликованный Советом по высотным зданиям и городской среде обитания, и отобрали из него здания компаний-владельцев, акции которых котируются на бирже. Расчеты показали, что, если оценивать результаты за один, два и три года после окончания строительства здания, акции этих компаний показали результаты хуже, чем средние значения для компаний, включенных в индекс Доу-Джонса на 9, 19 и 22 % соответственно..
| Компании, построившие высотные здания            | Дата окончания строительства | Изменения после окончания строительства в % через 1 год | Изменения после окончания строительства в % через 2 года | Изменения после окончания строительства в % через 3 года |
| Commerzbank (CBK.GR) Индекс Доу-Джонса           | 1997                         | - 21 16                                                 | - 11 44                                                  | - 29 36                                                  |
| Nations Bank (Atlanta) Индекс Доу-Джонса         | 1993                         | - 4 2                                                   | 42 36                                                    | 103 72                                                   |
| Nations Bank (Charlotte, N.C.) Индекс Доу-Джонса | 1992                         | - 7 13                                                  | - 10 15                                                  | 33 54                                                    |
| Suntrust Banks (STI) Индекс Доу-Джонса           | 1992                         | 3 13                                                    | 9 15                                                     | 57 54                                                    |
| U.S. Bank Индекс Доу-Джонса                      | 1992                         | 9 13                                                    | 18 15                                                    | 76 54                                                    |
| Mellon Bank (MEL) Индекс Доу-Джонса              | 1991                         | 52 5                                                    | 52 18                                                    | 32 21                                                    |
| AT&T (T) Индекс Доу-Джонса                       | 1989                         | - 35 - 4                                                | - 14 15                                                  | 12 21                                                    |
| IBM Индекс Доу-Джонса                            | 1988                         | - 23 27                                                 | - 7 21                                                   | - 27 46                                                  |
| Bank One Индекс Доу-Джонса                       | 1987                         | - 7 12                                                  | 35 42                                                    | 16 36                                                    |
| NationsBank Plaza, Dallas Индекс Доу-Джонса      | 1985                         | - 49 23                                                 | - 61 25                                                  | - 40 40                                                  |
| NationsBank Center, Houston Индекс Доу-Джонса    | 1984                         | 26 28                                                   | - 35 56                                                  | - 51 60                                                  |
| First Interstate Bank Индекс Доу-Джонса          | 1983                         | - 3 - 4                                                 | 26 23                                                    | 24 51                                                    |
| Transco Индекс Доу-Джонса                        | 1983                         | 35 - 4                                                  | 42 23                                                    | 11 51                                                    |
| Citicorp Индекс Доу-Джонса                       | 1977                         | - 12 - 3                                                | - 8 1                                                    | - 18 16                                                  |
| John Hancock Индекс Доу-Джонса                   | 1976                         | - 11 - 17                                               | - 18 - 20                                                | - 28 - 17                                                |
| Sears Индекс Доу-Джонса                          | 1974                         | - 3 38                                                  | 13 63                                                    | - 3 35                                                   |
| First Interstate Bank Индекс Доу-Джонса          | 1974                         | 0 38                                                    | 7 63                                                     | 33 35                                                    |
| Amoco Индекс Доу-Джонса                          | 1973                         | 0 - 28                                                  | - 5 0                                                    | 5 18                                                     |
| Transamerica Индекс Доу-Джонса                   | 1972                         | - 35 - 17                                               | - 56 - 40                                                | - 55 - 16                                                |
| USX Индекс Доу-Джонса                            | 1970                         | - 13 6                                                  | - 11 22                                                  | - 9 1                                                    |
| Bank of America Индекс Доу-Джонса                | 1969                         | - 17 5                                                  | - 10 11                                                  | 17 27                                                    |
| General Electric Индекс Доу-Джонса               | 1933                         | 0 4                                                     | 18 44                                                    | 40 80                                                    |
| Chrysler Индекс Доу-Джонса                       | 1930                         | - 29 - 53                                               | - 43 - 64                                                | 1 - 39                                                   |
| Woolworth’s Индекс Доу-Джонса                    | 1913                         | 1 - 31                                                  | - 2 26                                                   | 5 21                                                     |
| Средняя по компаниям Средняя Индекса DJI         |                              | - 5,7 3,3                                               | - 1,2 18,3                                               | 8,2 30,3                                                 |

## Критика
Критики рассматривают модель как по меньшей мере ненадёжную. По крайней мере рецессия 1937 года и экономический спад в начале 1980-х не сопровождались значительными строительными рекордами.

Крупнейшие здания по времени сооружения